# Los peores
Los peores (título original en francés: Les Pires) es una película dramática francesa de 2022 dirigida por Lise Akoka y Romane Gueret, en su debut en un largometraje. Se estrenó en el Festival de Cine de Cannes de 2022, donde ganó el premio en la categoría Un certain regard. Está protagonizada por Johan Heldenbergh y los debutantes Mallory Wanecque y Timéo Mahaut.

## Sinopsis
La película narra el rodaje de un rodaje en el norte de Francia. Un director decide rodar en los suburbios de Boulogne-Sur-Mer, en el norte de Francia. Convoca un casting buscando personalidades atípicas: jóvenes que abandonan la escuela, con TDAH, niños de acogida, jóvenes que abandonan el hogar... Elige a dos chicas y dos chicos: Lily, Maylis, Jessy y Ryan. Todos se sorprenden con esta elección: ¿por qué solo se quedó con «los peores»? Las asociaciones locales están preocupadas por las esperanzas imposibles que representa la vida fácil de un equipo de rodaje, y al cineasta le preocupa reforzar los estereotipos que quería denunciar.
La película retrata a sus protagonistas. Criado por su hermana, Ryan sufre de trastornos de atención e hiperactividad y no soporta el ambiente escolar a pesar de la ayuda de su asistente. Lily va de un chico a otro, y descubrimos que está deprimida por la muerte de su hermano, quien falleció de cáncer. Maylis, poco expresiva, se pregunta sobre su participación en el rodaje. Jessy, finalmente, interpreta al provocador, pero también esconde sus defectos.

## Reparto
- Mallory Wanecque como Lily
- Timéo Mahaut como Ryan
- Johan Heldenbergh como Gabriel
- Loïc Pech como Jessy
- Mélina Vanderplancke como Maylis
- Esther Archambault como Judith
- Matthias Jacquin como Víctor
- Angélique Gernez como Mélodie
- Dominique Frot como la abuela de Ryan
- Rémy Camus como Rémy

## Producción y estreno
Akoka y Gueret ya habían realizado previamente un cortometraje, Chasse Royale, sobre la práctica del casting cinematográfico. Después, decidieron crear una historia sobre la producción cinematográfica.
La película se estrenó el 22 de mayo en el Festival de Cine de Cannes de 2022, donde ganó el premio de la sección Un Certain Regard. Se estrenó en cines en Francia el 7 de diciembre de 2022 por Pyramide Distribution.

## Recepción

### Respuesta de la crítica
En el sitio web agregador de reseñas Rotten Tomatoes, la película tiene una calificación de aprobación del 100 % basada en 27 reseñas, con una calificación promedio de 7,5/10. Por su parte, Metacritic le asignó a la película una puntuación media ponderada de 76 sobre 100, basada en cinco críticos, lo que indica «críticas generalmente favorables».
En Francia, el sitio web AlloCiné le dio a la película una calificación promedio de 3,9/5, basada en 25 reseñas de prensa.

### Premios y nominaciones
| Año  | Premio / Festival                               | Categoría                                                     | Nominado(s)                                               | Resultado | Ref.        |
| ---- | ----------------------------------------------- | ------------------------------------------------------------- | --------------------------------------------------------- | --------- | ----------- |
| 2022 | Festival de Cine de Cannes                      | Un certain regard                                             | Lise Akoka y Romane Gueret                                | Ganadora  | [ 5 ] [ 3 ] |
| 2022 | Festival de Cine de Sarlat                      | Mejor Actriz                                                  | Mallory Wanecque                                          | Ganadora  | [ 10 ]      |
| 2022 | Festival des Avant-premières de Cosne sur Loire | Mejor Actriz                                                  | Mallory Wanecque                                          | Ganadora  | [ 11 ]      |
| 2022 | Festival de Cine de Roma                        | Premio Do-Cine Rising Star al Mejor Actor Joven Internacional | Mallory Wanecque                                          | Ganadora  | [ 12 ]      |
| 2023 | Paris Film Critics Awards                       | Mejor ópera prima                                             | Lise Akoka y Romane Gueret                                | Nominada  | [ 13 ]      |
| 2023 | Paris Film Critics Awards                       | Mejor actriz revelación                                       | Mallory Wanecque                                          | Nominada  | [ 13 ]      |
| 2023 | Premios César                                   | Mejor ópera prima                                             | Marine Alaric, Frédéric Jouve, Lise Akoka y Romane Gueret | Nominada  | [ 14 ]      |
| 2023 | Premios César                                   | Actriz más prometedora                                        | Mallory Wanecque                                          | Nominada  | [ 14 ]      |
| 2023 | Festival de Cine de Cabourg                     | Prix Premier Rendez-Vous                                      | Mallory Wanecque                                          | Ganadora  | [ 15 ]      |